# Etchells
L'Etchells è una barca a vela da regata, la cui classe è riconosciuta dalla International Sailing Federation .